# Coronilla iberica
Coronilla iberica là một loài cây cảnh.